# Bloch MB 110
Il Bloch MB 110 fu un aereo da trasporto civile monomotore, monoplano ad ala alta sviluppato dall'azienda aeronautica francese Société des Avions Marcel Bloch nei primi anni trenta e rimasto allo stadio di prototipo.
Destinato al mercato dell'aviazione civile commerciale, fu realizzato per proporre un modello intermedio tra il Bloch MB 60/MB 61 e l'MB 120, destinato a svolgere compiti di trasporto merci, postale e passeggeri nei territori coloniali africani francesi, tuttavia non riuscì ad ottenere commissioni rimanendo l'unico esemplare costruito.
L'MB 110 venne comunque impiegato, adottato dalla polizia coloniale francese.

## Storia del progetto
Durante le prime fasi della sua esistenza, Marcel Bloch si impegnò a proporre nella sua azienda modelli d'aereo di impostazione moderna che potessero essere impiegati per una vasta gamma di incarichi sia in ambito civile che militare. Nei primi anni trenta avviò lo sviluppo di un nuovo velivolo monomotore ad ala alta finalizzato all'utilizzo nell'Africa Occidentale Francese. Il modello, indicato dall'azienda come MB 110, riproponeva la formula sperimentata sui precedenti velivoli realizzati, adottando una robusta cellula completamente metallica che continuava ad essere considerata ideale e necessaria per i gravosi compiti a cui sarebbe stato destinato.
Il prototipo venne portato in volo per la prima volta dal pilota collaudatore Zacharie Heu il 15 giugno 1933 dall'aviosuperficie dell'azienda a Villacoublay.

## Tecnica
L'MB 110 riproponeva, in forma ridotta ed adottando un solo propulsore, l'aspetto dei primi modelli trimotore dell'azienda: costruzione interamente metallica, ala alta e carrello fisso.
La fusoliera era a sezione rettangolare, dotata di cabina di pilotaggio rialzata rispetto allo scompartimento passeggeri o merci e posizionata all'altezza del bordo d'attacco alare. Posteriormente terminava in una coda dall'impennaggio classico monoderiva.
La configurazione alare era monoplana, con ala a struttura metallica posizionata alta sulla fusoliera.
Il carrello d'atterraggio era triciclo classico, fisso, con struttura ad assorbimento elastico ed a carreggiata larga, dotato di ruote con pneumatici adatti ad operare da superfici non preparate, ed integrato da un ruotino d'appoggio posto sotto la coda.
La propulsione era affidata ad un motore Gnome-Rhône 7Kb, un radiale a 9 cilindri raffreddato ad aria in grado di erogare, in quella versione, una potenza pari a 300 CV (221 kW), posizionato senza alcuna protezione all'estremità anteriore della fusoliera ed abbinato ad un'elica bipala a passo variabile.

## Utilizzatori
Francia
- Police coloniale